# 佩雷斯帕 (沃倫州)
50°58′37″N 25°10′21″E / 50.97694°N 25.17250°E
佩雷斯帕（烏克蘭語：Переспа），是烏克蘭西部的村落，隸屬沃倫州盧茨克區，面積2.44平方公里，海拔高度178米，2001年人口1,099，人口密度每平方公里449.67人。